# سیارک ۱۰۱۰۶
سیارک ۱۰۱۰۶ (به انگلیسی: 10106 Lergrav، نامگذاری:1992EV15) ده هزار و صد و ششمین سیارک کشف شده‌است که در ۱ مارس ۱۹۹۲ کشف شد.
قدر مطلق سیارک برابر ۱۵٫۱۰ است.